# Volkmar Gabert
Volkmar Gabert (né le 11 mars 1923 à Dreihunken (Drahůnky), Tchécoslovaquie et mort le 19 février 2003 à Unterhaching) est un homme politique social-démocrate allemand. 

## Biographie
Son père est enseignant, maire et membre du Parti ouvrier social-démocrate allemand en République tchécoslovaque. Après les accords de Munich de 1938 et l'entrée de la Wehrmacht allemande dans les Sudètes, il fuit avec ses parents des nationaux-socialistes à Prague et émigre en Angleterre en 1939 avant l'occupation de la République tchèque, le soi-disant " écrasement du reste de la République tchèque". Là, il gagne sa vie comme ouvrier agricole, mécanicien et tourneur. En même temps, il est actif dans des groupes de jeunes socialistes exilés et est membre du conseil d'exil des sociaux-démocrates allemands des Sudètes. 
En 1946, il revient en Bavière comme traducteur pour les forces armées américaines. Comme il n'est pas possible de rentrer chez lui après la Seconde Guerre mondiale en raison de l'expulsion des Allemands, il s'installe à Munich, où il participe à la prise en charge des personnes déplacées. En 1948, il rejoint le SPD bavarois et participe à la construction des sociaux-démocrates de Munich. De 1950 à 1957, il est président d'État des Jeunes socialistes et de 1950 à 1978 membre du Landtag de Bavière. 
Volkmar Gabert est président du groupe parlementaire SPD au Landtag de 1962 à 1976 et est élu président du Landtag de Bavière en 1963. Il occupe ce poste jusqu'en 1972 et obtient les meilleurs résultats pour le SPD bavarois dans la période d'après-guerre aux élections régionales en tant que tête de liste: 1962 : 35.3%, 1966 : 35,8% et 1970 : 33,3%. De 1964 à 1979, il est membre du comité exécutif fédéral du SPD. De 1976 à 1978, il est le deuxième vice-président du Landtag de Bavière. 
En 1971, il succède à Waldemar von Knoeringen en tant que président de l'Académie Georg von Vollmar et de 1989 à sa mort, il en est le président d'honneur. De 1971 à 1988, Gabert est président exécutif du groupe de travail des socialistes démocrates de la région alpine. À partir de 1986, il est président de la congrégation de Seliger pendant de nombreuses années. De 1979 à 1984, il est député du Parlement européen . En 1998, il devient membre du conseil d'administration du futur fonds germano-tchèque créé dans le cadre de la déclaration germano-tchèque. 
Gabert est marié à sa femme Inge (1927-1994) depuis 1950, qui est présidente d'État du Groupe de travail des femmes social-démocrates (AsF) en Bavière jusqu'en 1980 et qui a également reçu l'Ordre bavarois du mérite (4 juillet 1991). De 1997 à sa mort, Volkmar Gabert est marié à Ute, née Hageneder. 

## Honneurs
- 1962: Ordre bavarois du Mérite
- 1973: Officier de l'ordre du Mérite de la République fédérale d'Allemagne
- 1978: Grand officier de l'ordre du Mérite de la République fédérale d'Allemagne
- 1983: Médaille d'or du citoyen de la ville de Munich
- 1991: Prix Waldemar von Knoeringen de l'Académie Georg von Vollmar
- 1997: Prix européen Charlemagne de la Landsmannschaft allemande des Sudètes